# 三輪正明
三輪 正明(みわ まさあき、1944年9月10日 - ）は、日本の経営者。北越製紙社長を務めた。新潟県出身。

## 経歴
1968年に新潟大学工学部を卒業し、同年に北越製紙に入社。1995年に取締役に就任し、1999年6月に常務、2002年6月に専務を経て、2003年6月には社長に就任。2008年4月に社長を退任。